# Amphilius longirostris
Amphilius longirostris är en fiskart som först beskrevs av Boulenger, 1901.  Amphilius longirostris ingår i släktet Amphilius och familjen Amphiliidae. IUCN kategoriserar arten globalt som livskraftig. Inga underarter finns listade i Catalogue of Life.